# Piaski-Młynek
Piaski-Młynek (pronunciación en polaco: /ˈpjaskʲi ˈmwɨnɛk/) es una aldea ubicada en el distrito administrativo de Gmina Lututów, dentro del condado de Wieruszów, voivodato de Łódź, en el centro de Polonia.